# Нігрозеро
Нігрозеро (рос. Нигрозеро) — озеро в Лоухському районі Карелії, Російська Федерація.

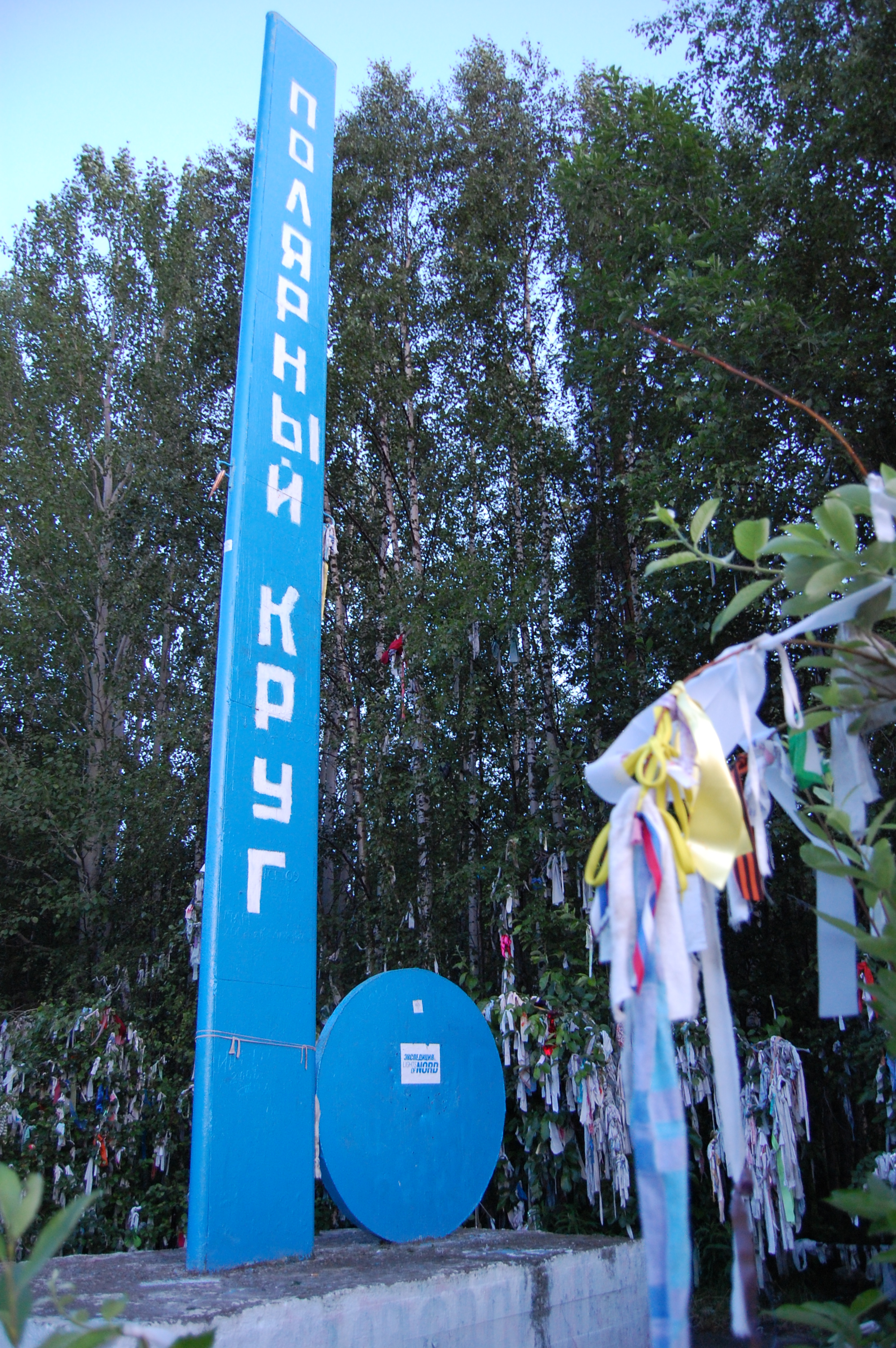
Знак «Полярне коло» перед мостом через Нігрозеро

Береги озера невисокі, переважно кам'янисті, місцями піщані, рідко заболочені.
Східну частину озера перетинає автодорога Р10 від державного кордону до Печенги, де поблизу моста проходить паралель Північного полярного кола. Північно-західний берег озера майже дотикається до лінії межі з Мурманською областю.